# Jennifer Hudak
Jennifer Hudak (conocida como Jen Hudak; Hamden, 7 de septiembre de 1986) es una deportista estadounidense que compitió en esquí acrobático, especialista en la prueba de halfpipe.
Ganó dos medallas en el Campeonato Mundial de Esquí Acrobático, plata en 2011 y bronce en 2009. Adicionalmente, consiguió cuatro medallas en los X Games de Invierno.

## Medallero internacional
| Campeonato Mundial | Campeonato Mundial           | Campeonato Mundial | Campeonato Mundial |
| Año                | Lugar                        | Medalla            | Prueba             |
| ------------------ | ---------------------------- | ------------------ | ------------------ |
| 2009               | Inawashiro (Japón)           | Medalla de bronce  | Halfpipe           |
| 2011               | Deer Valley (Estados Unidos) | Medalla de plata   | Halfpipe           |

| X Games de Invierno | X Games de Invierno    | X Games de Invierno | X Games de Invierno |
| Año                 | Lugar                  | Medalla             | Prueba              |
| ------------------- | ---------------------- | ------------------- | ------------------- |
| 2007                | Aspen (Estados Unidos) | Medalla de bronce   | Superpipe           |
| 2008                | Aspen (Estados Unidos) | Medalla de bronce   | Superpipe           |
| 2009                | Aspen (Estados Unidos) | Medalla de plata    | Superpipe           |
| 2010                | Aspen (Estados Unidos) | Medalla de oro      | Superpipe           |